# Ropica papuana
Ropica papuana là một loài bọ cánh cứng trong họ Cerambycidae.